# اوتو رابرت فریش
اوتو رابرت فریش (آلمانی: Otto Robert Frisch؛ ۱ اکتبر ۱۹۰۴ – ۲۲ سپتامبر ۱۹۷۹) فیزیک‌دان اهل اتریش بود. وی در همکاری با رودولف پیرلز و لیزه مایتنر توانست نخستین بار تئوری فرایند شکافت هسته‌ای و آزاد شدن انرژی طی آن را تشریح کند.